# Chi Cồng
Chi Cồng hay chi Mù u, chi Hồ đồng (danh pháp khoa học: Calophyllum) là chi thực vật có hoa chứa khoảng 180-200 loài cây thường xanh nhiệt đới thuộc họ Cồng. Tên gọi Calophyllum có nguồn gốc từ tiếng Hy Lạp: từ καλος (kalos), nghĩa là "đẹp" và φυλλον (phullon) nghĩa là "lá". Các loài thuộc chi Cồng bản địa ở miền Australasia, Madagascar, Đông Phi, Nam Á và Đông Nam Á, các đảo Thái Bình Dương, Caribe và châu Mỹ Latin.
Calophyllum là biểu tượng quốc gia của Nauru, xuất hiện trên quốc huy của nước này.

## Các loài
| - Calophyllum acutiputamen - Calophyllum antillanum - Calophyllum austroindicum - Calophyllum bicolor - Calophyllum bifurcatum - Calophyllum biflorum - Calophyllum blancoi - Calophyllum bracteatum - Calophyllum brasiliense - Calophyllum brassii - Calophyllum calaba - Calophyllum caledonicum - Calophyllum candidissimum - Calophyllum canum - Calophyllum caudatum - Calophyllum chapelieri - Calophyllum collinum - Calophyllum confusum - Calophyllum cordato-oblongum - Calophyllum costatum - Calophyllum cuneifolium - Calophyllum dasypodum - Calophyllum donatianum - Calophyllum elatum - Calophyllum euryphyllum - Calophyllum exiticostatum - Calophyllum ferrugineum - Calophyllum flavo-ramulum - Calophyllum floribundum - Calophyllum fraseri - Calophyllum garcinioides - Calophyllum goniocarpum - Calophyllum griseum - Calophyllum havilandii - Calophyllum heterophyllum - Calophyllum hirasimum - Calophyllum inophyllum - Calophyllum insularum - Calophyllum laticostatum - Calophyllum leleanii - Calophyllum longifolium | - Calophyllum lucidum - Calophyllum macrophyllum - Calophyllum molle - Calophyllum mooni - Calophyllum morobense - Calophyllum neo-ebudicum - Calophyllum novoguineense - Calophyllum nubicola - Calophyllum obscurum - Calophyllum papuanum - Calophyllum parvifolium - Calophyllum pauciflorum - Calophyllum peekelii - Calophyllum persimile - Calophyllum piluliferum - Calophyllum pisiferum - Calophyllum pulcherrimum - Calophyllum retusum - Calophyllum rigidum - Calophyllum robustum - Calophyllum rufinerve - Calophyllum savannarum - Calophyllum scriblitifolium - Calophyllum sil - Calophyllum soulattri - Calophyllum streimannii - Calophyllum sundaicum - Calophyllum symingtonianum - Calophyllum tacamahaca - Calophyllum tahanense - Calophyllum tetrapterum - Calophyllum teysmannii - Calophyllum thwaitesii - Calophyllum tomentosum - Calophyllum trapezifolium - Calophyllum vexans - Calophyllum vitiense - Calophyllum waliense - Calophyllum walkeri - Calophyllum wallichianum - Calophyllum woodii |